# 舊主線 (巴爾的摩與俄亥俄鐵路)
舊主線區段位於美國馬里蘭州，是現由CSX運輸擁有與營運的鐵路，起自巴爾的摩城外的里雷（Relay），西行至巨岩點車站。本路線以前是巴爾的摩與俄亥俄鐵路的舊主線，也是美國最古老的鐵路線之一。本線東端與首都線區段以及巴爾的摩終端區段相接，西端則與都會區線區段相接。

## 歷史
巴爾的摩與俄亥俄鐵路最初選擇的路線，是沿著帕塔普斯科河河谷向西離開巴爾的摩，首先通車路段在1830年通車至埃利科特城:21。之後鐵路離開河谷跨越帕爾斯山脊（Parr's Ridge），雖然最初由於並不確定鐵製的動輪與鐵軌之間是否有足夠的抓力將火車牽引上坡，而決定在山脊的兩側建築斜坡，由馬隊或是蒸氣動力絞盤協助列車上坡，但後來還是放棄了，改建築 5.5英里（8.9公里） 長的替代路線，今天稱為艾里山環線（Mount Airy Loop）。接著鐵路經過弗雷德里克南方，向西至哈珀斯費里。在1870年代都會區線完工之前，本線是唯一由巴爾的摩向西的鐵路。在原有路線上，由里雷（華盛頓線起點）到巨岩點車站之間的路段，遂稱為舊主線（"Old Main Line"，簡稱"OML"），退居次要地位，最終完全停止客運服務。本路線改由CSX運輸接手以後，稱為舊主線區段。

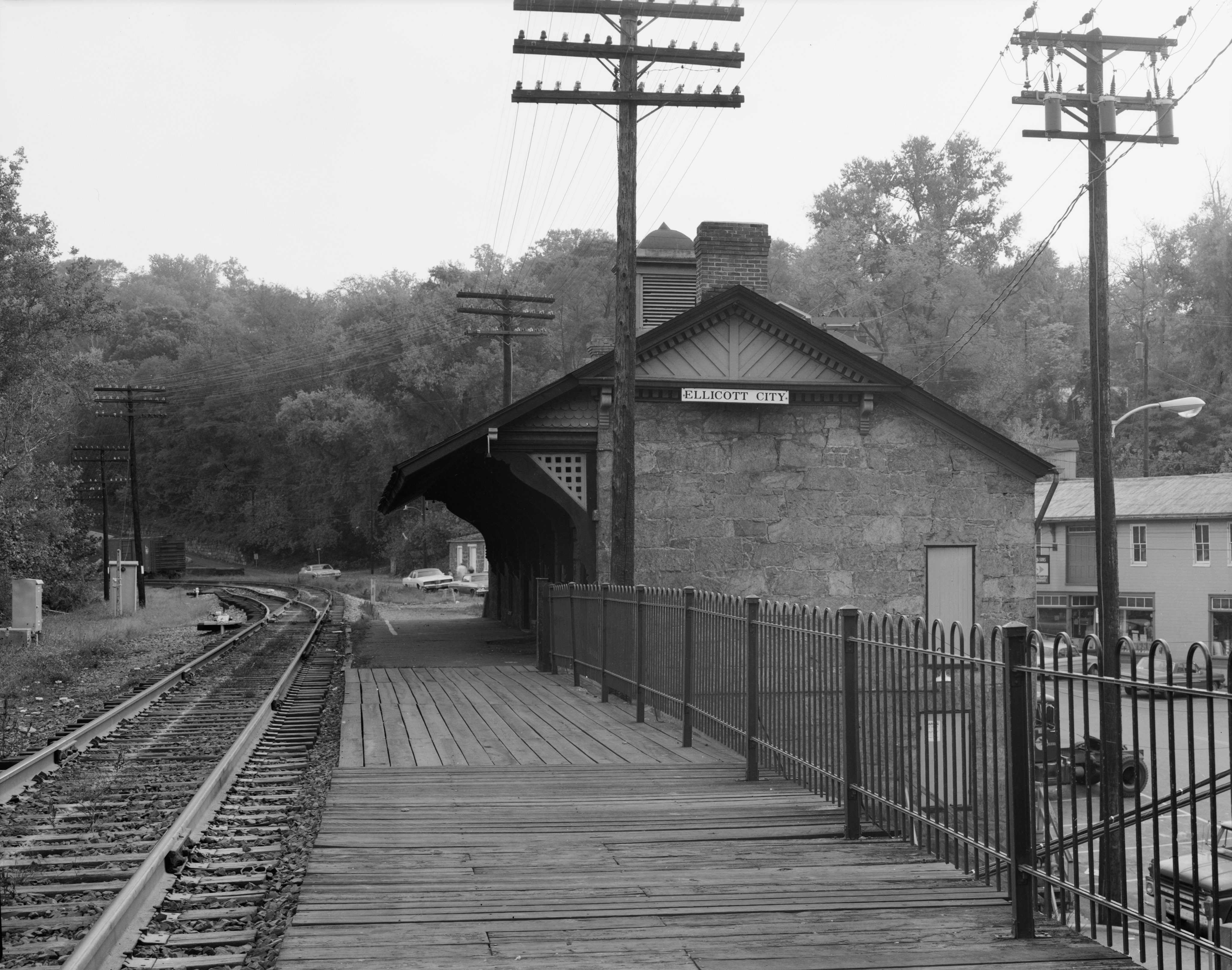
建於 1830 年的埃利科特市車站，是美國現存最古老的車站。本相片攝於1970年，朝南望向巴爾的摩方向。

### 初期的路線改善
當年鐵路技術仍於起步階段，工程師做出了許多後來被放棄的嘗試。例如設計路線時為求降低坡度而選擇以彎曲的路線爬坡，結果在後來的一個世紀裡興建橋梁與隧道以克服險峻地型的挑戰。帕爾斯山脊的斜坡也是為了坡度而設計的，後來成為歷史上第一條鐵路幹線放棄路權的例子。
一開始工程師們本來打算使用花崗岩枕木與帶狀軌條，但是由於時間、費用，以及花崗岩供應不足，從 1840 年代開始在大部分路線中改用木枕和較重的“T 型軌條”。班傑明·亨利·拉特羅布二世 (Benjamin Henry Latrobe, II) 於1850年代擔任首席工程師時，這些問題急需解決，基於當時鐵路公司資源有限，進行了各種改進。花崗岩枕木與帶狀軌條全更換，路線也有更動。 例如“埃利斯維爾截彎取直工程”，建造了兩座橋樑以將原來繞過河流南側的急彎路線拉直。進行這些工程時，舊的物件直接棄置，原路基的花崗岩枕木就地掩埋。
巴爾的摩與俄亥俄鐵路於 1850 年在亨利頓（Henryton）建造了第一條隧道，並於 1865 年內戰結束後進行了雙軌化。

### 1868年的洪水
1868 年，一場的風暴淹沒了帕塔普斯科，嚴重影響了鐵路與沿線的鐵路客戶。大部分鐵路進行了重建，但留下來的建築有許多接受了改造。例如，伊爾切斯特的帕特森高架橋橋拱被沖走了，只剩一個；這個殘餘的橋拱被用作重建的博爾曼桁架橋的橋台。

### 車站建築
第一個車站於1830年在埃利科特市建成，後來該站經過改造和擴建仍然存留到今天。下一個車站是建於1831年的弗雷德里克貨運站。此外在艾里山的簡單車站也存留到今天。
鐵路公司在1870年代和1880年代進行了車站建設計劃，其中大部分是由 E. Francis Baldwin 設計的。舊主線上有幾個城鎮興建了這些用木頭或磚頭建造的車站。其中最著名的巨岩點車站，位於舊主線與都會區線的交會點，仍在使用中。賽克斯維爾（Sykesville）、伊爾切斯特（Ilchester）和伍德斯托克（Woodstock）也有這類車站，但並非所有車站都保留至今日。

### 雷歐諾·F·洛里的改進工程
1901 年，雷歐諾·F·洛里（Leonor F. Loree ）擔任鐵路總裁，開始對舊主線的改進。原始路線和改線有許多又被放棄，改採沿山谷的新路線，開鑿了許多新隧道且興建許多新的橋樑。 特別是興建了艾里山隧道穿過帕爾斯山脊，使得穿越艾里山的舊線成為支線。有趣的是，支線的西端原先計畫的斜面系統西側中部又與主線會合。此環線維持到 1957 年。
在路線的西端興建的亞當斯敦路塹（Adamstown Cutoff），並非取代主線，而是使煤炭貨運列車行駛舊主線時減少使用輔助機車。在里爾斯密爾（Reels Mill）增設一個加水添煤站以供應蒸汽機車使用。不過實際上操作並不順利，約二十年後就不再使用，路軌在1952年拆除。

### 沒落與颶風艾格尼絲造成的損害
在 1873 年都會區線通車後，巴爾的摩與俄亥俄鐵路的長途直通旅客列車改道通過華盛頓，本線改為區間客運服務。 到 1928 年，每天只有三班旅客列車行駛本線離開巴爾的摩。 由於沿線缺乏工廠，山谷東端的花崗岩礦也停採，貨運量不斷下降。然而，在第二次世界大戰期間，運輸量急劇增加，本線在蓋瑟（Gaither）增加了一個新的加水添煤站，以便讓蒸汽機車能在擁擠的巴爾的摩市區路線以外進行整備。但戰爭結束後不久，這些設施就關閉了，客運服務也很快結束了。 1959 年，本線縮減為單線，使得隧道淨空增加，並引進了中央行車控制系統 (CTC)。
1972年，颶風艾格尼絲再次造成洪災，路線嚴重受損。巴爾的摩與俄亥俄鐵路考慮放棄這條路線，過了幾年以後才恢復通車。有很多年本線上並無號誌控制，最後才重新恢復信號控制。

## 馬里蘭區域通勤鐵路
在1990年代，弗雷德里克與華盛頓之間的通勤需求增加，從2001年12月開始，馬里蘭區域通勤鐵路開始了兩城之間的通勤列車服務。在巨岩點車站增設三角線以供客運列車直接往來於舊主線與都會區線，並且在巨岩點車站到弗雷德里克之間增設兩個新車站。於是布朗斯威克線可以行駛列車於華盛頓與弗雷德里克之間。這也是舊主線目前唯一的定期客運列車。

## 歷史遺跡
舊主線的建築師偏好持久的材料（石材和鐵）而非其他鐵路常用的木造結構。 由於大部分河谷成為帕塔普斯科河谷州立公園的一部分，沿線區域也保存大量的 19 世紀早期鐵路文物建築，也很容易造訪。 在許多地方甚至可以看到原始的花崗岩枕木。較著名的景點如下：
- 伊爾切斯特的帕特森高架橋遺跡（也可以看到已經被拆除的伊爾切斯特車站的地基）
- 埃利科特市車站（現為博物館）
- 埃利斯維爾（Elysville）橋遺跡：位於丹尼爾斯（Daniels）
- 賽克斯維爾站（本站常被用為 HO 比例模型的參考）

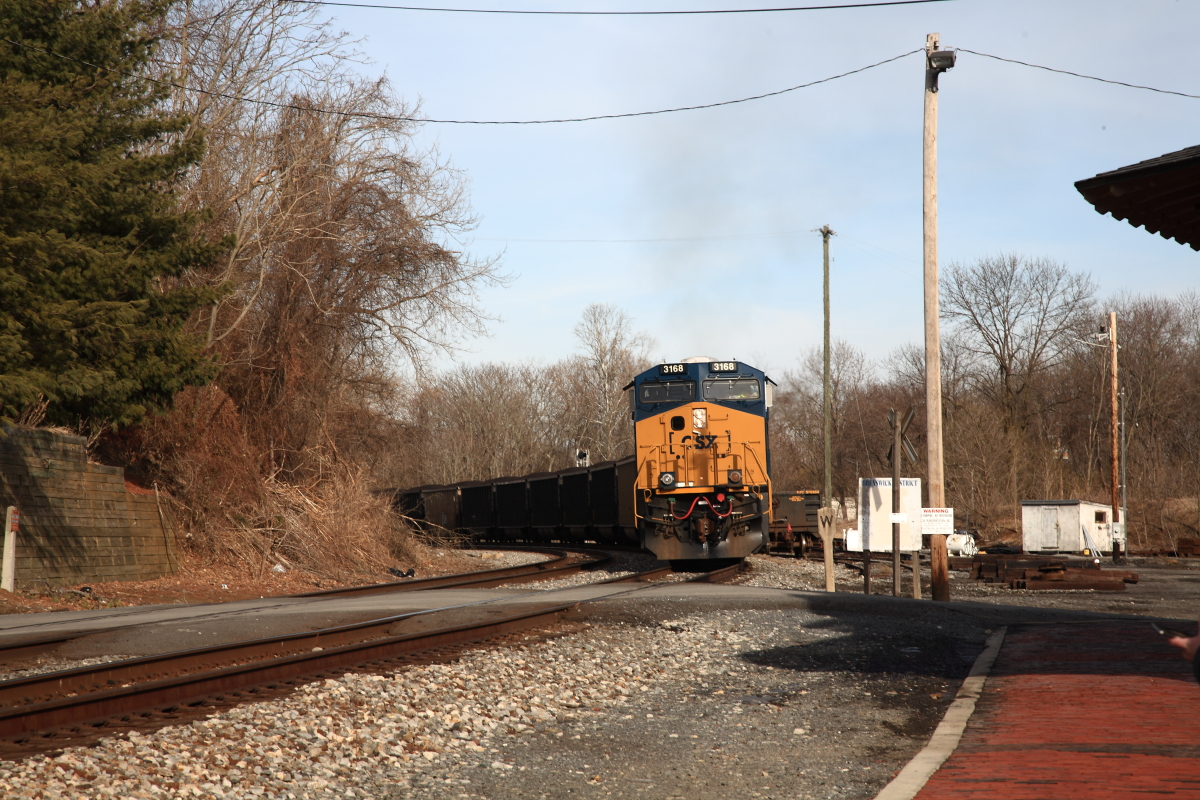
CSX運輸的貨運列車行經舊主線。巨岩點車站。

- 艾里山上的雙拱橋
- 巨岩點車站的站房與路線交會

## 外部連結
- Steve Okonski's B&O RR Photo Tours （页面存档备份，存于） has extensive photos and maps of OML right-of-way and relics
- Patapsco Valley State Park